# Julio César Corniel Amaro
Julio César Corniel Amaro (Bobita, Río San Juan, provincia María Trinidad Sánchez, 28 de septiembre de 1958) es un obispo dominicano. Actualmente es obispo de la Diócesis de Puerto Plata.

## Biografía
Ingresó en el Seminario Menor Santo Cura de Ars de La Vega. Después, ingresó al Seminario Pontificio Santo Tomás de Aquino en Santo Domingo, en donde obtuvo la Licenciatura en Filosofía por la Pontificia Universidad Católica Madre y Maestra y la Licenciatura en ciencias religiosas, por el mismo Seminario.
Fue ordenado presbítero el 21 de junio del 1986. En la Diócesis de San Francisco de Macorís recibió los encargos de vicario parroquial de la parroquia Madre de la Iglesia, y de la Catedral de Santa Ana. Luego fue nombrado párroco de la Santísima Trinidad y Santiago Apóstol de Arroyo al Medio, Nagua; fue director diocesano de la Comisión de Pastoral Juvenil y de Cáritas. De 2001 a 2003 estudió Derecho Canónico en la Universidad Pontificia de Salamanca, España, donde obtuvo la Licenciatura.
Fue además responsable de la Pastoral Social en su diócesis y profesor del Seminario Pontificio Santo Tomás de Aquino.
El 31 de mayo de 2005, el papa Benedicto XVI lo nombró segundo obispo de Puerto Plata y fue ordenado el 16 de julio del mismo año.
| Predecesor: Gregorio Nicanor Peña Rodríguez | Obispo de Puerto Plata 2005 - | Sucesor: En el cargo |